# Detraktion
Detraktion ist eine Form der Abtragung. Dabei friert anstehendes Gestein an einem darüber fließenden Gletscher fest und wird durch die Weiterbewegung des Gletschers aus dem Gesteinsverband herausgelöst.

## Quelle
- Hartmut Leser (Hrsg.): Diercke-Wörterbuch Allgemeine Geographie (= dtv 3421). Vollkommen überarbeitete Ausgabe, Gemeinschaftsausgabe. Deutscher Taschenbuch-Verlag u. a., München u. a. 1997, ISBN 3-423-03421-1.